# Mariaba
Mariaba là một chi bướm đêm thuộc họ Geometridae.

## Các loài
- Mariaba convoluta Walker, 1866
- Mariaba semifascia (Warren, 1903)